# Witte oorfazant
De witte oorfazant (Crossoptilon crossoptilon) is een vogel uit de familie fazantachtigen (Phasianidae). De wetenschappelijke naam van de soort is voor het eerst geldig gepubliceerd in 1838 door Hodgson.

## Kenmerken
De vogel heeft een wit of lichtgrijs verenkleed met een zwarte bovenkop en een rode oogomranding. De achterste staartdelen zijn zwart. De lengte bedraagt 105 cm.

## Voorkomen
Deze zeldzame soort komt voor in het middenwesten en middenzuiden van de China en Tibet en telt vier ondersoorten:
- C. c. dolani: zuidoostelijk Qinghai.
- C. c. crossoptilon: zuidoostelijk Tibet en zuidwestelijk China.
- C. c. lichiangense: van noordelijk Yunnan tot zuidwestelijk Sichuan.
- C. c. drouynii: oostelijk Tibet.

## Beschermingsstatus
De totale populatie wordt geschat op 6.700-33.000 volwassen vogels. Op de Rode Lijst van de IUCN heeft de soort de status gevoelig.